# Thaumalea alticola
Thaumalea alticola är en tvåvingeart som beskrevs av Schmid 1951. Thaumalea alticola ingår i släktet Thaumalea och familjen mätarmyggor.
Artens utbredningsområde är Spanien. Inga underarter finns listade i Catalogue of Life.